# Cruise Roma
Die Cruise Roma ist ein Fährschiff der italienischen Reederei Grimaldi Lines, das unter italienischer Flagge fährt.

## Geschichte
Das Schiff wurde 2007 für die italienische Reederei von Fincantieri gebaut und wird auf der Route zwischen Civitavecchia und Barcelona eingesetzt.
Bei dem Umbau der Fähre 2019 wurde ein Mittelstück zwischen den zwei Hälften der Fähre eingesetzt. So wurde die Passagierkapazität der Fähre von 2300 auf 2794 gesteigert. Nach diesem Umbau war die Fähre dann mit 254 m eine der längsten Fähren der Welt.

## Das Schiff
Das RoPax-Schiff hat eine Bar sowie ein À-la-Carte-Restaurant an Bord. An Bord gibt es 499 Zwei- und Vierbett-Kabinen sowie 68 Junior- und Owner-Suiten. Weiterhin stehen 595 Ruhesessel zur Verfügung. Zudem bietet die Cruise Roma ein Kasino und einen Fitnesscenter für die Passagiere. An Bord des Schiffes gibt es außerdem einen Raum mit Videospielautomaten und einen Spielebereich für Kinder. Auf dem Sonnendeck des Schiffes befinden sich ein Pool und eine weitere Bar.

## Schwesterschiff
Die Cruise Roma hat drei Schwesterschiffe, die Cruise Barcelona und die Cruise Sardegna von Grimaldi Lines sowie die Cruise Europa von Minoan Lines.